# مارتین مونداسا
مارتین مونداسا (انگلیسی: Martín Mundaca؛ زادهٔ ۸ ژانویهٔ ۲۰۰۷) بازیکن فوتبال اهل شیلی است که در حال حاضر برای باشگاه فوتبال کوکیمبو یونیدو بازی می‌کند. 
وی همچنین در تیم‌های ملی فوتبال زیر ۲۰ سال شیلی بازی کرده است.

## دوران باشگاهی
مارتین مونداسا در اویه، شیلی به دنیا آمد و در آکادمی فوتبال زادگاهش، آکادمی شهرداری فوتبال اویه، و تیم زیر ۱۳ سال باشگاه فوتبال یونیورسیداد شیلی فعالیت کرد تا اینکه در سال ۲۰۲۲ به رده‌های جوانان باشگاه فوتبال کوکیمبو یونیدو پیوست.
مونداسا در تاریخ ۲۸ مارس ۲۰۲۴ در بازی لیگ برتر فوتبال شیلی مقابل باشگاه ورزشی آئوداکس ایتالیانو اولین بازی حرفه‌ای خود را انجام داد. او به تیم اول پیوست زیرا سرمربی فرناندو دیاز به یک بازیکن برای پایان جلسه تمرینی نیاز داشت. او در دومین بازی رسمی‌اش در مقابل کابرولا در ۷ آوریل همان سال با زدن دو گل، رکوردهایی از بازیکنانی مانند الکسیس سانچز و خیسون وارگاس را شکست. دو هفته بعد، او دوباره در پیروزی ۲–۰ مقابل اوهیگینس گلزنی کرد.
با کوکیمبو یونیدو، مونداسا همچنین در جام سودآمریکا ۲۰۲۴ شرکت کرد و در برابر باشگاه فوتبال اسپورتیوو لوکنیو و راسینگ کلاب به میدان رفت.

## دوران ملی
در دوران جوانی، مونداسا به تیم زیر ۱۶ سال شیلی دعوت شد.
در طول سال ۲۰۲۴، مونداسا به طور مرتب به تورنمنت‌های دوستانه و اردوهای تمرینی تیم ملی زیر ۲۰ سال شیلی دعوت شد تا برای جام جهانی فوتبال زیر ۲۰ سال ۲۰۲۵ آماده شود. به عنوان یک عضو تیم زیر ۱۸ سال شیلی، او در تورنمنت لئونل سانچز در اکتبر ۲۰۲۴ شرکت کرد.